# Tino Pattiera

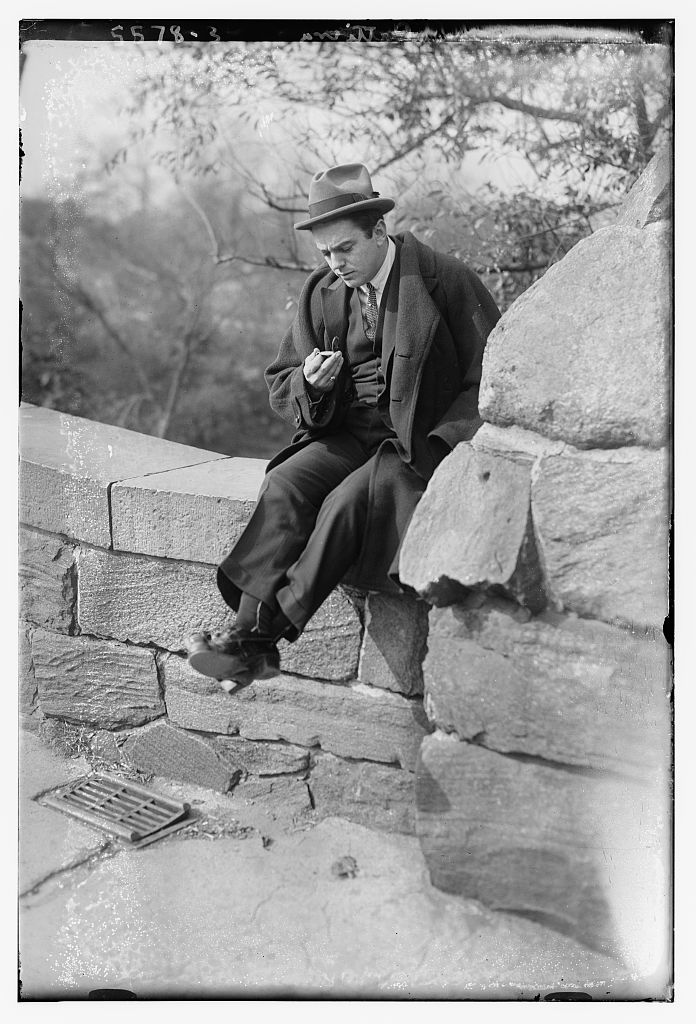
Tino Pattiera in New York (1921)

Tino Pattiera (vielmehr Martin Anton Marcus Pattiera,  27. Juni 1890 in Ragusa Vecchia – 24. April 1966 ebenda) war ein dalmatinischer Opernsänger der Stimmlage Tenor, der 25 Jahre lang erfolgreich an der Staatsoper Dresden sowie international auftrat. In seinen späten Jahren wirkte er als Gesangspädagoge in Wien.

## Leben und Wirken
Tino Pattiera war das zweite von acht oder zehn Kindern, geboren im heutigen Cavtat. Er studierte ein Semester Medizin und ein Semester Jura, brach jedoch ab, als ihm Hedwig Gräfin Schaffgotsch ein Gesangsstudium am Neuen Wiener Konservatorium bei dem Sänger und Gesangspädagogen de Horbowski-Ranieri ermöglichte. Frühe Erfolge hatte er bei einer Operettentruppe. Nach zweijähriger Ausbildung wurde er zum Vorsingen an der Königlichen Hofoper in Dresden eingeladen. Der Dresdner Intendant Nikolaus Graf von Seebach und sein Generalmusikdirektor Ernst von Schuch boten ihm einen unkündbaren Sieben-Jahres-Vertrag an. 1915 studierte er eine Reihe von Hauptrollen ein und debütierte am 7. Dezember 1915 als Erster Geharnischter in Die Zauberflöte.
Sein eigentliches Debüt – als Manrico in Il trovatore – am 10. Februar 1916 wurde als „Sensation“ gefeiert; man bezeichnete ihn als Dresdens neuen „Tenor-Gott“. Schallplattenfirmen und andere Opernhäuser wurden auf ihn aufmerksam. Im selben Jahr debütierte er als Don José in Carmen, als Radames in Aida, als Alfredo in La traviata und als Riccardo in Ein Maskenball und gastierte außerdem in Hamburg. Zu seinen Bühnenpartnerinnen zählten Anka Horvat, bei der er anfangs auch Unterricht nahm, Minnie Nast, Elisabeth Rethberg, Vera Schwarz und Margarethe Siems.
1920 absolvierte er ein erstes Gastspiel am Wiener Operntheater, dem im Laufe der Jahre noch weitere folgten. Er sang in Wien bis 1932 elf Rollen in insgesamt 19 Vorstellungen. Sie zeigten sein Rollenspektrum – Verdi, Verismo, Bizets Carmen und Wagners Tannhäuser. Mit dem ebenfalls in Dresden engagierten Richard Tauber war er befreundet; die beiden traten auch gemeinsam auf. Einmal dirigierte Tauber einen Konzertauftritt Pattieras mit der Dresdner Philharmonie. In Dresden nannte man die beiden, nach einer Aussage Pattieras, nur Castor und Pollux.
1921–1922 gastierte er an der Lyric Opera of Chicago in den USA. Weitere Einladungen führten ihn nach Brüssel, Budapest und Paris. In Dresden folgten weitere Rollendebüts: 1923, unter Generalmusikdirektor Fritz Busch, der Grigori in Boris Godunow, 1925 die Titelpartien in Othello und in Andrea Chénier, 1926 Alvaro in Die Macht des Schicksals und 1929 Hermann in Pique Dame. Ab 1924 war er parallel zu seinen Dresdner Verpflichtungen fünf Jahre lang an der Berliner Staatsoper Unter den Linden engagiert. Dort arbeitete er mit dem Dirigenten Leo Blech und mit Fritz Busch zusammen.

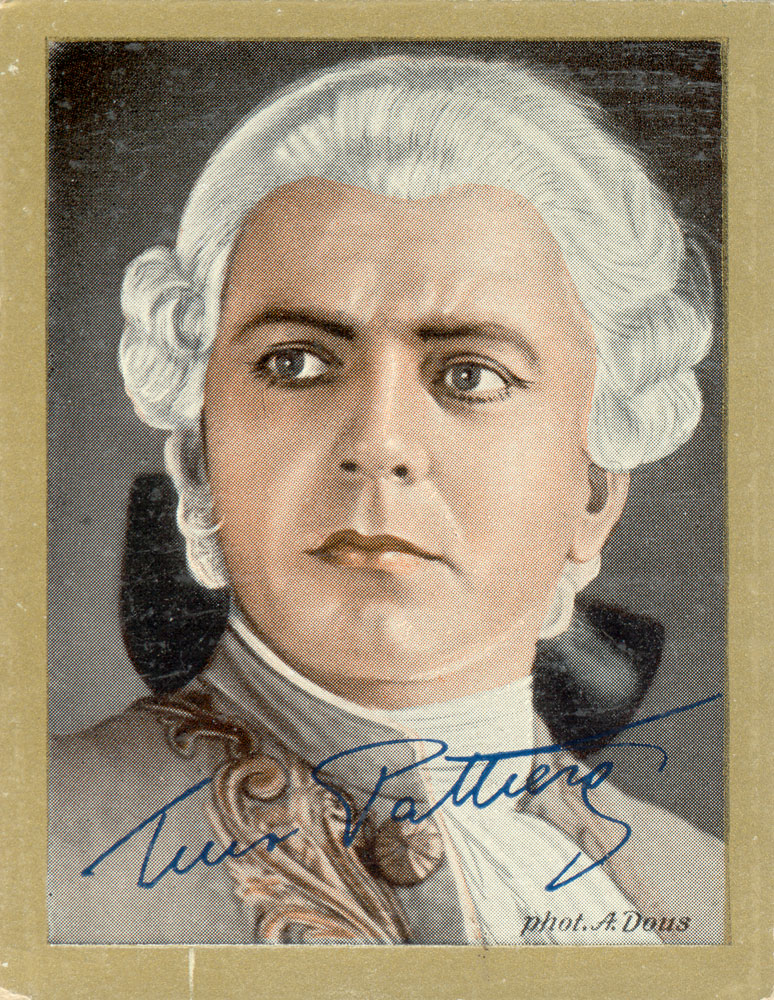
Sammelbild aus der Serie Bühnenstars und ihre Autogramme, um 1933, Beilage der Gold-Saba-Zigaretten

In Dresden war Pattiera nunmehr Gast und galt dort als idealer Verdi-Interpret. Er übernahm die Hauptrolle in der Verfilmung von Aubers Oper Fra Diavolo, die in Cinecittà gedreht und am 17. März 1931 im Ufa-Palast am Zoo in Berlin uraufgeführt wurde. 1932 kehrte er in ein Festengagement nach Dresden zurück. Im März 1933 beteiligte sich Pattiera, wohl aus wirtschaftlicher Existenzangst, an einer Unterschriftenkampagne gegen den Dresdner GMD Fritz Busch, der kurz zuvor während einer Rigoletto-Aufführung im Dresdner Opernhaus von SA-Truppen gezielt ausgebuht worden war. Mit Buschs Nachfolger Karl Böhm, der 1934 Generalmusikdirektor der Dresdner Oper wurde, verstand Pattiera sich künstlerisch nicht, es kam zunehmend zu Verstimmungen. 1934 drehte er zwei Verfilmungen der Operette Eine Nacht in Venedig, in Inszenierungen von Robert Wiene und Géza von Cziffra.
Nachdem sein Vertrag mit der Semperoper 1940 ausgelaufen war, übersiedelte Pattiera 1940 nach Prag, wo er am Deutschen Theater sang. 1950 übersiedelte er nach Wien und nahm eine Professur an die Wiener Musikakademie an. Zu seinen Schülern gehört der Bariton Hans Christian. Als Gesangslehrer betreute er künstlerisch aber auch erfahrene Sänger wie die Sopranistinnen Hilde Güden und Maria Reining, die Tenöre Hans Beirer, Max Lorenz und Rudolf Schock,  sowie die Bassisten George London und Paul Schöffler.
Ab 1951 gab Pattiera einige Abschiedskonzerte. Bei einem Konzert am 29. Jänner 1952 in Dresden trat Pattiera zum letzten Mal öffentlich auf.
Seinen Lebensabend verbrachte er in Wien. Er starb 1966 während eines Urlaubs in seiner Geburtsstadt Cavtat, wo er auch begraben ist.

## Aufnahmen
Es gibt zahlreiche Tondokumente, beginnend im Jahr seines Dresdner Manrico-Debüts, namentlich die Stretta aus Der Troubadour, mit einem Berliner Studioorchester und unbekanntem Dirigenten, jedoch im Gegensatz zum Bühnenauftritt auf Italienisch gesungen: „Di quella pira“. Kutsch/Riemens erwähnen folgende Arbeiten vor dem Mikrofon: Odeon (akust., 1919–20), Parlophon (akust. und elektr.; 1926–32), Polydor, HMV, Brunswick (1921–23), Kristall (neapolitanische Lieder). Unveröffentlichte Aufnahmen auf Homochord. Auch mit Meta Seinemeyer liegen mehrere Aufnahmen vor.
Aus dem Jahr 1963 stammt ein Selbstporträt, 27 Minuten lang, eine Erzählung der wichtigsten Stationen seiner Karriere, aufgenommen vom ORF. Das Selbstporträt beinhaltet zwei Musikstücke – die Troubadour-Stretta und das Duett Rodolfo/Mimi aus dem ersten Akt von La bohème mit Meta Seinemeyer. Auf der Website RundfunkSchätze kann das Selbstporträt abgespielt werden, ebenso einige weitere Tondokumente aus Troubadour, Andrea Chenier,  La bohème und  Carmen aus den Jahren 1926, 1927 und 1930.
Das Hamburger Archiv für Gesangskunst gab eine Solo-CD mit 18 Musikstücken heraus. Diese beinhaltet italienische Schlager von Francesco Paolo Tosti, Vincenzo Valente und Arturo Buzzi-Peccia (aufgenommen 1927), sowie Szenen aus der Operette Der Bettelstudent aus dem Jahr 1930 und Auszüge aus Opern von Verdi, Puccini, Leoncavallo („Un tal gioco credete mi“ aus Pagliacci) und die Schlussszene aus Bizets Carmen.

## Privates und Trivia
1919 heiratete Pattiera Hedwig Maria Gräfin von Schaffgotsch (* 1891 Schloss Zülzhoff, Kreis Grottkau; † 1943 Dresden), die Nichte seiner Wiener Mäzenatin Hedwig Gräfin Schaffgotsch, und lebte danach auf Schloss Eckberg. Die Ehe wurde 1926 geschieden. 1926 ging er eine Beziehung mit der Sängerin Meta Seinemeyer ein, mit der er häufig gemeinsam auftrat. Auch seine zweite Ehe, die er 1929 mit der österreichischen Schauspielerin Erika von Thellmann schloss, hielt nur kurz. Pattiera litt an Zuckerkrankheit. Pattiera galt als Frauenschwarm; im Palasthotel Weber in Dresden, wo er in einer Suite residierte, waren wochenlang vor jedem seiner Auftritte alle Tische reserviert. Er war Fan des Fußballclubs SK Rapid Wien.

## Gedenken
Sein Geburtshaus, die Villa Pattiera in Cavtat, ist heute ein Gästehaus. Regelmäßig erinnert das Epidaurus-Festival in seiner Geburtsstadt an ihn. 
Das Dubrovnik Symphony Orchestra veranstaltet in unregelmäßigen Abständen Ende Juni/Ende Juli ein Arien-Festival, welches seinen Namen trägt.

## Filmografie
- Fra Diavolo, dt. Die Teufelsbrüder; Regie: Mario Bonnard (in deutscher und französischer Version), 1931
- Eine Nacht in Venedig, Regie: Robert Wiene (in deutscher und US-amerikanischer Version), 1934
- Egy éj Velencében [Nacht in Venedig], Regie: Géza von Cziffra (in ungarischer und englischer Version), 1935